# Telgang

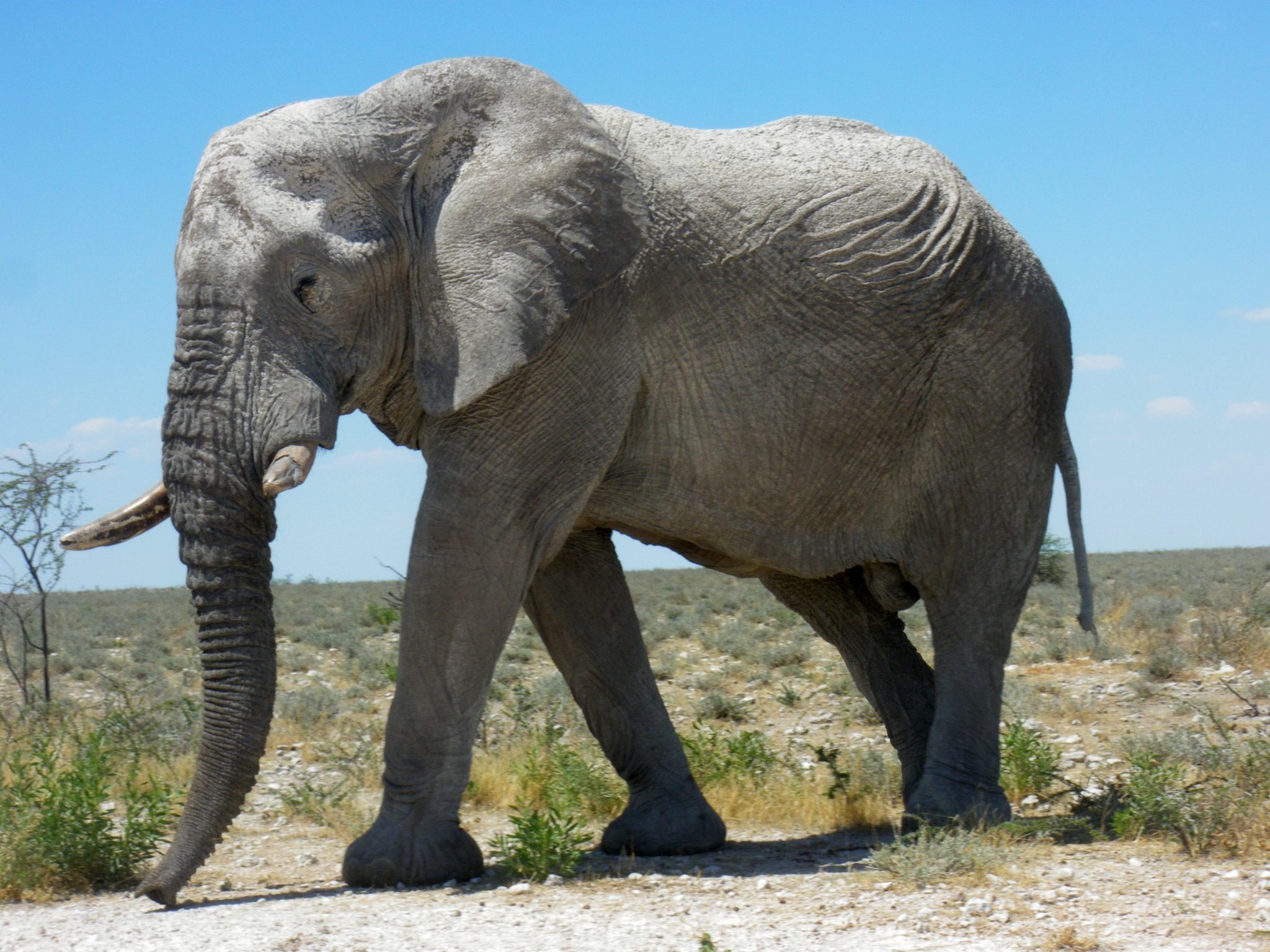
Telgang bij een olifant in Nationaal park Etosha in Namibië

De telgang of pasgang (amble) is een viertakt gang voor viervoetige dieren die lateraal lopen, eerst verplaatsen beide benen aan een zijde zich gelijktijdig en daarna die van de andere zijde. Voor kamelen en giraffen is de telgang normaal, soms komt hij bij paarden voor. Telgangers zijn dieren die bij snelle voortbeweging deze telgang uitvoeren. De  ren-telgang (pace) is een tweetakt gang waarbij de dieren lateraal rennen.

## Paarden
De term telgang is niet exact gedefinieerd en wordt gebruikt voor meerdere gangen die sneller zijn dan een stap, maar langzamer dan een galop, zoals snelstap, paso, langzame tölt, snelle tölt, revaal en foxtrot. De langzame telgang wordt bijna bij geen enkel ras gewaardeerd. Schertsend wordt deze manier van bewegen in het Engels piggy pace en in het Duits Schweinepass genoemd. In werkelijkheid zijn varkens en andere evenhoevigen echter ook dravers; deze naam is dus oneigenlijk.
Voor de ruiter zelf zit de telgang erg gemakkelijk en vroeger richtte men er ook speciaal paarden voor af. Nog steeds zijn er paarden waarbij een aanleg voor telgang wordt gewaardeerd, bij de zogeheten gangenpaarden. Voorbeelden van gangenpaarden zijn de Paso Peruano, de  Tennessee walking horse en de IJslander. Vaak lopen deze paarden in aan telgang verwante gangen. De tölt is zo'n gang waarvoor een telgangaanleg nodig is. Paarden met aangeleerde telgang zijn bijvoorbeeld geschikt voor rijden in amazonezit met gebruik van een dameszadel.
Voor Nederlandse dressuurpaarden geldt de telgang als een grote fout als die getoond wordt in plaats van de stap.

## Ren-telgang

Ren-telgang bij een kameel

Ren-telgang bij een paard

Wat bij sommige paardenrassen wordt gewaardeerd, is de  ren-telgang. Een goede  ren-telgang heeft een zweefmoment en een paard kan er behoorlijk hard in lopen. Paarden met telgangaanleg zijn vaak moeilijker te rijden dan paarden zonder die aanleg. Meer gangen maken het rijden gecompliceerder. Een paard met telgangaanleg dat verkeerd of te grof wordt gereden, kan bovendien erg makkelijk verstijven.
Er zijn maar weinig dieren met een  ren-telgang. Kamelen, lama's, alpaca's, vicuña's, guanacos, giraffen en sommige honden gebruiken het en het lijkt dan ook voorbehouden aan dieren met relatief lange benen.